# Друга ліга (Шотландія)
Шотландська Друга ліга — четвертий рівень Шотландської професійної футбольної ліги, заснованої у 2013 шляхом об'єднання Шотландської футбольної ліги та Прем'єр-ліги. Еквівалент колишнього Третього дивізіону ШФЛ.

## Формат змагання
Ліга складається з 10 команд, які грають між собою по 4 рази (2 вдома і 2 на виїзді). Команди отримують 3 очки за перемогу і 1 очко за нічию. В разі поразки бали не нараховуються. У випадку, коли декілька команд набрали однакову кількість очок, враховується спочатку різниця забитих і пропущених м'ячів, а потім кількість забитих м'ячів. У кінці кожного сезону клуб з найбільшою кількістю очок оголошується переможцем першості. Якщо кількість набраних очок у кількох команд рівна, то різниця м'ячів, а потім (при однаковій різниці) кількість забитич м'ячів визначають переможця. Команда, яка посіла 1-е місце за підсумками сезону, напряму потрапляє до Першої ліги. Клуб, який посів 2-е місце, граює стикові матчі за право виступати в Першій лізі. Дві останні в таблиці команди грають у плей-офф за можливість залишитись у Другій лізі з переможцями Футбольної ліги Хайленда та Футбольної ліги Ловленда.

## Клуби
У сезоні 2017-2018 у Другій лізі змагаються такі клуби:
- Бервік Рейнджерс
- Единбург Сіті
- Елгін Сіті
- Еннан Атлетік
- Клайд
- Ковденбіт
- Монтроз
- Пітерхед
- Стенхаузмур
- Стерлінг Альбіон